# Португалія на літніх Олімпійських іграх 2004
Португалія брала участь у Літніх Олімпійських іграх 2004 року в Афінах (Греція) у двадцять перший раз за свою історію, і завоювала дві срібні та одну бронзову медалі.

## Срібло
- Велоспорт, індивідуальна гонка, чоловіки — Сержіу Пауліна.
- Легка атлетика, 100 метрів, чоловіки — Франсіш Обіквелу

## Бронза
- Легка атлетика, 1500 м, чоловіки — Руй Сілва.